# Cixius alpestris
Cixius alpestris är en insektsart som beskrevs av Wagner 1939. Cixius alpestris ingår i släktet Cixius och familjen kilstritar. Inga underarter finns listade i Catalogue of Life.